# Атмосферическая машина
Атмосферическая машина представляет собой вид двигателя, основной частью которого является цилиндр с поступательно движущимся поршнем.
Рабочий ход поршня обусловлен тем, что в одной из двух частей, на которые поршень делит рабочий объём цилиндра, создаётся давление, превышающее атмосферное. Вследствие этого поршень движется в сторону меньшего давления и при этом совершает полезную работу. После перемещения поршня в крайнее положение давление за поршнем сбрасывается и он под действием атмосферного давления перемещается в исходное состояние.
Атмосферическими машинами были паровые машины Папена и Ньюкомена, в которых рабочим веществом служил водяной пар. Также атмосферическим был и двигатель № 1 Отто, построенный в 1867 году. Рабочим веществом в нём были газы, образующиеся при воспламенении электрической искрой смеси светильного газа и воздуха перед поршнем.
Одним из первых сохранившихся упоминаний об идее машины был набросок, сделанный Леонардо да Винчи.
В цилиндре подрывается пороховой заряд и тотчас цилиндр плотно закрывается крышкой. Благодаря этому в цилиндре образуется разрежение, и атмосферное давление поднимает поршень, а вместе с ним и прикреплённый к нему груз.